# Галогетон
Галогетон (лат. Halogeton; от др.-греч. ἅλς, hals — соль и γείτων, geiton — сосед) — род травянистых растений семейства Амарантовые (Amaranthaceae), распространённый в пустынных и полупустынных регионах Евразии, а также в Испании и Северо-Западной Африке.

## Ботаническое описание
Однолетние травянистые растения, до 40 см высотой, голые. Стебель прямой, более или менее разветвлённый. Листья очерёдные, сидячие, мясистые, узколинейные, 3—12 мм длиной, верхушка тупая.
Цветки обоеполые или частично пестичные, собраны в пазушные клубочки. Околоцветник конический, из 5 листочков, которые образуют при плодах на спинке почти округлые поперечные крылья. Тычинок 2—5, срастающихся нитями в 2 пучка, из которых каждый несёт по 1 продолговатому пыльнику. Завязь яйцевидная, с очень коротким столбиком и 2 нитевидными рыльцами. Плоды вертикальные. Семена вертикальные или горизонтальные, округлые, сжатые с боков. x=9.

## Виды
Род включает 4 вида:
- Halogeton arachnoideus (Bunge) Moq. — Галогетон паутинистый
- Halogeton glomeratus (M.Bieb.) Ledeb. typus — Галогетон скученный
- Halogeton sativus (L.) Moq. — Галогетон посевной
- Halogeton tibeticus Bunge — Галогетон тибетский